# Park Narodowy „Udegiejskaja legienda”
Park Narodowy „Udegiejskaja legienda” (ros. Национальный парк «Удэгейская легенда») – park narodowy na dalekim wschodzie Rosji, w Kraju Nadmorskim, na terytorium rejonu krasnoarmiejskiego.

## Historia powstania
Powstanie parku narodowego było planowane od początku lat 90. XX wieku, a oficjalnie został utworzony 9 czerwca 2007 roku w celu ochrony przyrody zachodniego skłonu gór Sichote-Aliń i rozwoju turystyki ekologicznej.
Całkowita powierzchnia parku według danych władz leśnych wynosi 103 744 tys. ha. W parku zarejestrowano 28 stanowisk archeologicznych z różnych czasów: zarówno obozowiska z epoki kamiennej, jak i średniowieczne grodziska.

## Nazwa
Pierwotnie park miał nosić nazwę „Sriednieussurskij”, ale zgodnie z radą dyrektora Parku Nrodowego „Zow tigra” wybrano lepiej brzmiącą i potencjalnie wywołującą większe zainteresowanie nazwę „Udegiejskaja legienda”, co w efekcie spowodowało konflikt z miejscową społecznością Ugedejców, którzy zdecydowali, że park został utworzony w celu ochrony ich kultury i powinien być wyłącznie ich własnością. Konflikt nie został rozstrzygnięty do tej pory i nadal trwają postępowania przed sądami i innymi instytucjami różnych instancji.

## Warunki geograficzne
Park narodowy Ugedejska legenda jest położony u podnóża zachodniego łańcucha gór Sichote-Aliń. W jego skład wchodzą 3 części: środkowa, ujściowa i dolna. Terytorium rejonu krasnoarmiejskiego położone jest między dwoma centrami Kraju Nadmorskiego – Władywostokiem i Chabarowskiem. W związku z błędami w dokumentach przy rejestracji obszaru, a także z sądowymi postępowaniami z różnymi organizacjami, dokładne granice parku do tej pory nie zostały określone.
Administracja parku narodowego znajduje się we wsi Roszczino, kilka kilometrów od rejonowego centrum – Nowopokrowki. 

## Flora i fauna
Na obszarze parku występują znaczne różnice wysokości (od 200 m n.p.m. w dolinie Bolszej Ussurki) do 1180 m n.p.m. na najwyższych wzniesieniach), co powoduje piętrowy układ świata roślinnego. Występuje tu 30 rzadkich roślin naczyniowych, które wymagają ochrony: rozłożnia kolczasta, bergenia, żeńszeń, Calypso bulbosa, mikrobiota syberyjska, różanecznik Rhododendron fauriei, cis japoński i wiele innych, a także 12 gatunków porostów, które zostały wpisane do Czerwonej księgi gatunków zagrożonych. Lasy parku narodowego odznaczają się wysoką produktywnością (powyżej 100 kwintali/ha), zapewniając w ten sposób duże zasoby biomasy. 
Chronione gatunki ssaków to tygrys syberyjski, niedźwiedź himalajski i cyjon rudy. W parku zanotowano obecność 28 gatunków owadów wpisanych do 
Czerwonej Księgi Federacji Rosyjskiej.